# Raton, Novi Meksiko
Raton je grad u okrugu Colfaxu u američkoj saveznoj državi Novom Meksiku. Prema popisu stanovništva SAD 2010. u ovdje je živjelo 6685 stanovnika. Okružno je sjedište okruga Colfaxa. Nalazi se južno od planinskog prijevoja Ratóna.

## Ime i povijest
Ratón je španjolska riječ za miša (doslovno "mali štakor"). Gorski lanac Raton i vrh Raton nalaze se sjeverno od grada. Gorski lanac Raton je 121 km dug gorski greben koji se proteže istočno od gorja Sangre de Cristo. Planinski prijevoj Raton i kotlina Raton zovu se po Ratonu.
Prijevojem Raton španjolski istraživači i Indijanci stoljećima su se služili kao prečicom kroz teško prohodni Stjenjak. Taj je put bio pregrub za prugu Santa Fe.
Poštanski ured na ovoj lokaciji nosio je ime Willow Springs od 1877. do 1879., Otero od 1879. do 1880., a naposljetku je preimenovan u Raton 1880. godine.
Raton je osnovan na mjestu postaje pruge Santa Fe, zvanom Willow Springs. Izvornih 1,3 km2 za lokaciju Ratona kupljeno je od land granta Maxwella 1880. godine. Godine 1879. željeznička pruga Atchison, Topeka i Santa Fe kupila je lokalnu cestu za koju se plaćala cestarina, a na mjestu nje uspostavili vrlo prometnu željezničku prugu. Raton se brzo razvio kao željezničko, rudarsko i rančersko središte sjeveroistočnog dijela Novog Meksika, kao i okružno sjedište i glavno trgovinsko središte ovog kraja.

## Zemljopis
Nalazi se na 36°53′49″N 104°26′24″W / 36.89694°N 104.44000°W (36.897082, -104.439912). Prema Uredu SAD-a za popis stanovništva, zauzima 20,6 km2 površine, sve suhozemne.

## Stanovništvo
Prema podatcima popisa 2000. u Ratonu bilo je 7282 stanovnika, 3035 kućanstava i 1981 obitelj, a stanovništvo po rasi bili su 78,04% bijelci, 0,23% afroamerikanci, 1,59% Indijanci, 0,40% Azijci, 0,01% tihooceanski otočani, 16,19% ostalih rasa, 3,53% dviju ili više rasa. Hispanoamerikanaca i Latinoamerikanaca svih rasa bilo je 56,96%.

## Vanjske poveznice
- Službene stranice
- Općinska zračna luka  Arhivirana inačica izvorne stranice od 31. prosinca 2006. (Wayback Machine)
- Ratonska komora za trgovinu i ekonomski razvitak  Arhivirana inačica izvorne stranice od 18. prosinca 2014. (Wayback Machine)
- Raton na Wikivoyageu